# Lunascape
Lunascape（ルナスケープ）は、近藤秀和を中心として、G.U.Group株式会社によって開発・提供が行われている、Windows上で動作するウェブブラウザ。スマートフォン向けにはLunascape for Mobile（旧 iLunascape）という名称で公開されている。

## 概要
近藤秀和が個人で開発したIEのお気に入り管理機能を強化するソフトを改良し、Internet Explorerのコンポーネントを利用するタブブラウザとして開発されたのがきっかけである。同種のブラウザにはSleipnirなどが挙げられる。
お気に入り管理ソフトの派生であったため、初期のバージョンではIEコンポーネントのブラウジング機能に加えてIEよりも柔軟なお気に入り管理機能が特徴のブラウザであった。しかし、2005年よりIE用のアドオンをLunascape用アドオンとして使用するという、他のIEコンポーネントブラウザでは殆ど見られなかった機能が追加され、開発は独自の方向性へと向かい始める。更に同時期よりレンダリングエンジンを切り替えてウェブ閲覧を行う機能の開発と実装も進められ、2009年以降はTrident、Gecko、WebKitと言う三種のエンジンを切り替えながら使えることも他のブラウザにはない特徴となっている。
2024年12月、Lunascapeの配布にかつて使われていたサイトのドメインが失効して同年11月までに第三者に奪取され、オンラインカジノへ誘導する詐欺サイトになっていたことが明らかになった。

## 特徴

### 主な機能
タブブラウジング
Lunascapeの基本機能。タブ形式のインターフェースでページを複数切り替えて表示する。MDI形式の表示にも対応しており、複数のページを並べて表示可能である。
ブラウザエンジンの切り替え
ブラウジングに利用するHTMLレンダリングエンジンをMozilla Firefoxで利用されているGeckoや、Safariで利用されているWebKitに切り替えて表示可能である。補助機能としてブラウザエンジンを切り替えるソフトウェアはIE Tabなどが存在するが、標準機能で複数のブラウザエンジンを切り替えられるのは他にはない特徴となっている。
IE用アドオンへの対応
GoogleツールバーやYahoo!ツールバーなどのツールバーや、RSSクリップなどのサイドバー形式のアドオンをLunascapeのアドオンとして利用できる。
Firefoxアドオンへの対応
Firefox向けに提供されているアドオンをLunascapeのGeckoエンジンの機能拡張に利用できる。既にFirefoxがインストールされていた場合、アドオンはFirefoxで使用していたものを引き継げる。
サイドバー機能
標準のサイドバー、Lunascape専用アドオンによって提供されるサイドバーのほか、IE用やFirefox用のサイドバーアドオンもLunascapeのサイドバーとして利用することが可能。更にサイドバーは複数並べて表示する、左右に表示する、グループ化する、切り離して表示するなど様々な形式で画面内に配置できる。
スキン機能
スキンを切り替えることによりアイコン類のデザインを変更することが可能。バージョン4.0以降では、スキン作者がスキン側での設定を行えば、OSに依存しないタイトルバーを用いることも可能となった。
メニューとツールバーのカスタマイズ
ツールバーのカスタマイズ機能を使えばLunascape独自のメニューとツールバーはドラッグアンドドロップで機能の追加・削除を行える。ただし、カスタマイズ機能にはBCGControlBarを使用しているため登録できる項目が多く、少々複雑なものとなっている。
広画面表示
バージョン5.0.0で実装。ブラウザ上部のツールバーを隠し、サイトの表示面積を大きくできる。ネットブック/UMPCでの利用に適した表示モードである。
ポッドキャスト
バージョン3.5.0で実装。URLを登録するだけでポッドキャスト機能を利用可能である。
マウスジェスチャー
右ドラッグを行い、ドラッグで動かした方向をコマンドとして認識。設定されているコマンドの機能や行動を行う。また、コマンドは編集できる。
USBメモリへのインストール
インストール時にポータブルアプリケーションとしてインストールを行う選択肢が用意されている。かつてはLunascape Pocketとして提供されていたが、通常のインストーラへ一本化された。

### ブラウザエンジン
Lunascapeは、Tridentだけでなく、GeckoやWebKitといった複数のブラウザエンジンを利用できることが大きな特徴となっている。
各ブラウザエンジンはメインで使用することも想定して開発が進められており、MozillaやAppleによりブラウザエンジンのアップデートが公開された場合、Lunascapeも追随してブラウザエンジンをアップデートする方式が取られている。

#### Trident
Lunascapeは基本的にTridentエンジンに依存するブラウザであり、初期状態では標準で選択されている。Lunascapeの初期バージョンはTridentエンジンのみが使用可能な、単なるIEコンポーネントのブラウザであった。

#### Gecko
Lunascapeの歴史の中でGeckoエンジンへの対応は早く、2005年に公開されたバージョン2.0より利用可能になっている。その後2009年に公開されたバージョン6.0よりFirefoxベースとなり、Firefox用の拡張機能にも対応した。拡張機能はFirefoxと同様にアドオンマネージャから管理できるようになっている。単純な閲覧機能の拡張機能のみならず、ツールバー、サイドバー、ステータスバーを使用する拡張機能にも対応している。

#### WebKit
WebKitエンジンへの切り替え機能は2009年に公開されたバージョン5.0より搭載された。2004年時点で開発者の近藤により構想自体は語られていたが、正式公開版への搭載には5年の月日を費やした形となる。TridentやGeckoのような機能拡張には対応していないが、セキュリティの切り替えなど基本的な機能は他のエンジンと変わらない。また、WebKit独自の機能としてSafariと同等のWebページのデバッグツールが利用できるようになっている。

### Browser Choice更新プログラムへの掲載
Windowsの開発元であるマイクロソフトは、Windowsに同梱されるソフトウェアなどに関して、しばしば競合社から競争法（日本の独占禁止法に当たる）で訴えられている（マイクロソフトの欧州連合における競争法違反事件の項目も参照）。
欧州委員会により、2009年にはウェブブラウザに関しての調査が行われた。この問題は、マイクロソフトがIEに代わるブラウザを提示することで問題は決着しており、その後にWindows 7に対して地域ごとのブラウザの市場シェアに応じたブラウザ選択機能「Browser Choice更新プログラム」が配信された。この時点でLunascapeは国際版をリリースしていたため、Browser Choiceへ掲載されることとなった。

## バージョン変遷
ここでは主要なバージョンアップのみ記載する。最新版のリリース情報や更新内容の詳細はGitHubを参照。
- 2001年7月14日 初版となるバージョン0.81公開[22]。
- 2002年12月12日 バージョン1.0公開。Webページへの自動ログイン機能などを搭載[23]。
- 2005年1月7日 バージョン2.0公開。Geckoエンジンに対応[9]、IE用のツールバーが一部利用可能になる[7]。
- 2005年9月2日 バージョン3.0.0公開。IE用サイドバーをLunascapeのサイドバーとして使用できるようになる[8]。
  - 2006年9月6日 バージョン3.6.0公開。IE用ツールバーアドオンとの連携を強化し、「gooツールバー」や「Infoseekツールバー」など、それまで対応していなかったツールバーアドオンが使用可能になる[24]。
- 2006年11月21日 バージョン4.0.0公開。Windows VistaやIE7に対応、ユーザーインターフェースの一新[25]。
- 2009年3月18日 バージョン5.0.0公開。WebKitエンジンへの切り替え機能を搭載[10]。
- 2009年12月11日 バージョン 6.0.0"ORION"公開。Firefoxの拡張機能を利用できるようになる[14]。
- 2014年7月8日 バージョン 6.9.0公開。GeckoおよびWebKitエンジンが本体から切り離され速度・安定性が向上[26]。
- 2015年2月16日 バージョン 6.9.4公開。Tridentエンジンが本体から切り離され速度・安定性が向上[27]。

### Lunascape Phoebe
- 2017年4月5日 アルファ版を公開[28]。
- 2017年7月1日 ベータ版バージョン0.10.0を公開[29]
- 2023年6月20日 ベータ版バージョン0.27.0を公開[30]

### 関連名義のブラウザ
- 2010年7月29日 iPad向けタブブラウザ、iLunascapeをリリース[31]。その後、iPhone用やAndroid用も登場。

### 開発が終了したもの
そのほとんどが公開はされているものの、バージョンは最終更新のままである。
- 2006年3月2日 Lunascape 3 Lite, Lunascape 3 Pocket リリース
- 2006年5月18日 Lunascape 3 Lite/Pocket 3.0.4 リリース
- 2007年12月4日Lunascape 3 Lite/Pocket 3.0.6 リリース
- 2008年8月21日Lunascape4 Lite/Pocket4.0.1リリース(最終リリース)

TOYOTA関連
- 2005年10月29日 TOYOTA browser by Lunascape 公開
- 2005年12月2日 Toyota Prius Browser 公開
- 2006年1月16日 TOYOTA Estima Browser 公開
- 2006年3月2日 T-Browser 2 by Lunascape 公開

Lunascape for Yahoo!オークション
- 2007年1月15日 Lunascape for Yahoo!オークション 1.0.0 リリース
- 2009年3月9日 Lunascape for Yahoo!オークション 2.1.0 リリース
- 2009年10月21日 Lunascape for Yahoo!オークション 5.1.5 リリース
- 2010年1月19日  Lunascape for Yahoo!オークション 6.0.1 リリース(最終リリース)

その他
- 2006年2月21日 Lunascape for AIR-EDGE 3.5.4 リリース
- 2006年4月25日 Lunascape for CNET 公開
- 2006年5月23日 LunascapeにRSS広告社のTrend match Web Serviceを採用することで、同社と合意・提携したことを発表した。
- 2006年7月5日 Lunascape for WILLCOM 3.5.4 リリース
- 2006年7月20日 Lunascape をベースとした新製品 Livedoor TOVIRA を発表
- 2006年9月20日 富士通のFMV向けにLunascapeのOEM提供を行うと発表[32]。
- 2007年7月24日Lunascape Mobile1.0.0リリース
- 2007年9月20日Lunascape Mobile1.0.1リリース(2009年10月16日サポート終了)

## Lunascape (企業)
Lunascape株式会社は、かつてLunascapeの開発やサポートを行っていた企業であり、Lunascape開発者の近藤秀和が2004年8月26日に設立したものである。ユーザーに対しては無償でソフトを提供しつつ、大手ポータルサイトなどを相手に広告ビジネスを行う形で収益を得て運営されていた。
近藤は早稲田大学大学院を卒業後、一旦ソニーへ入社したものの、新人が自分の作ったソフトを製品化するようなことは認められないという風潮があったため、2003年3月にソニーを退職して早稲田大学の理工学研究科情報・ネットワーク専攻博士課程にて開発を継続していた。その後、経済産業省と独立行政法人情報処理推進機構の「未踏ソフトウェア創造事業」に採択され、2000万円と言う経済的な支援を得たため、これを足がかりとして会社が設立された。近藤は社会人経験が浅い中で起業を行う形となったものの、IT業界において広告を主体とするビジネスモデルは未成熟であり、ノウハウが確立されていなかったため、社会人経験の有無はあまり問題にならなかったと後のインタビューで語っている。
2008年6月16日にはアメリカ・シリコンバレーに100%子会社の「Lunascape Inc.」を設立したと発表した。
2017年4月6日に、株式会社メディアドゥがLunascape株式会社の全株式を取得し、子会社化を発表した。
2019年11月30日に、ウェブブラウザ事業をG.U.Labs株式会社に譲渡。
2019年12月1日に、Lunascape株式会社は解散し、株式会社メディアドゥに吸収合併された。

## 受賞歴
- 2004年 経済産業省と独立行政法人情報処理推進機構 (IPA) の未踏ソフトウェア創造事業に採択された[41]。
- 2005年 IPA のソフトウェア・プロダクト・オブ・ザ・イヤー2005を受賞[42]。